# Iaudes
Iaudes   (segle V - Aurès, valor desconegut) (en grec: Ιαύδας), va ser un líder amazic del segle vi que durant molt de temps va mantenir a ratlla als romans d'Orient a la regió d'Aurès, i va exercir un paper important en les revoltes amazics que van seguir la reconquesta de l'Imperi Romà d'Orient.

## Biografia
Iaudes era gendre de Mefanias, un altre cap tribal, al qual va assassinar per obtenir el lideratge dels amazics de l'Aurès, i cunyat de Massones, fill de Mefanias. Segons Corip, era el dux del manus Aurasitana, és a dir, el cap de l'exèrcit de auresià, i segons Procopi de Cesarea, el rei del Regne de l'Aurès. Aquest últim també el descriu com el més bell i valent de tots els moros.
A principis de l'any 535, mentre el general romà Salomó s'ocupava de la revolta dels amazics de la Bizacena, dirigida pels caps Cutzines, Esdilases, Medisinises i Jurfutes, Iaudes va aprofitar l'oportunitat per a portar els seus 30.000 guerrers a envair i saquejar els camps de Numídia, fins a la regió de Tigisi (actual Ain El Bordj, a Algèria) prenent un gran nombre de presoners. Segons el fantasiós relat de Procopi, l'oficial Alties, situat a la ciutat de Centúria, encarregat de vigilar els forts d'aquesta regió, i el seu petit exèrcit federat de 70, es van enfrontar a Iaudes poc després, prop de la font d'aigua de Tigisi; Iaudes que volia tenir accés a l'aigua de la font per als seus homes devorats per la set ardent produïda per la fatiga i la calor, ja que era llavors estiu, mentre que Alties volia recuperar alguns presoners de Iaudes. Per a resoldre la disputa, els dos caps es van enfrontar cara a cara. Iaudes, terroritzat per la destresa d'Alties, que havia matat el seu cavall, va fugir amb el seu exèrcit en desordre. Tot el botí i els presoners es van recuperar.
El 534-535, els amazics de Bizacena van ser derrotats per Salomó en les batalles de Mammes i a la muntanya Burgaó, la qual cosa va col·locar Iaudes en primera línia contra l'imperi. Es va enfrontar, primer donant la benvinguda als supervivents de la insurrecció, com Cutzines, i després resistint a l'avanç de Salomó a l'Aurès.
Salomó, amb dos líders amazics, Massones, que buscava venjar al seu pare i Ortees, víctima d'una conspiració de Iaudes i Mastiges, va avançar contra la regió de l'Aurès. Va desafiar a Iaudes al combat, però després de tres dies, els seus soldats sospitaven de la lleialtat dels amazics. Com a resultat, Salomó va abandonar la campanya i no es va involucrar en més conflictes amb ells fins a l'any 537 a causa d'un motí de l'exèrcit romà d'Orient a la primavera del 536.
Iaudes reapareix a les fonts l'any 537 quan es va unir a Estotzes, el líder d'un important motí de l'exèrcit romà, i es va reconciliar amb un dels seus antics rivals, Ortees, que comandava les tribus amazigues a l'oest de l'Aurès. A la batalla de les Escales Velles, Iaudes i els altres caps berbers que acompanyaven a Estotzes van romandre inactius i Estotzes va ser derrotat. Posteriorment, Iaudes es va unir a Germà per a perseguir als amotinats romans. L'any 539, després d'una segona i meticulosa campanya de Salomó al cor del Regne de l'Aurès, aquesta vegada decisiva, va ser perseguit i va haver de cedir després d'una llarga resistència. Va perdre el seu tresor, les seves esposes (o les seves concubines), i va ser ferit en la cuixa per una javelina, però no va capitular: va triar l'exili a Mauritània, tal vegada amb el seu antic aliat, Mastiges.
No obstant això, la gran revolta de les tribus de Tripolitana i Bizacena cinc anys després li va permetre una espectacular recuperació. L'any 544, Salomó i les seves tropes van ser aixafats a la batalla de Cíl·lium  pel cap amazic Antales, el general romà va ser assassinat.
A finals del 545, va tornar a atacar de nou a l'Imperi al capdavant d'un exèrcit de Numídia, al qual es va unir la gran coalició d'insurgents liderada per Antales i els laguatan, i va participar amb ells el 546 en les negociacions amb un altre dissident imperial, l'usurpador d'origen vàndal, Guntaric, i després en la guerra contra el nou general enviat per Justinià, en substitució de Salomó, Joan Troglita. En coalició amb Guntaric, ell i Cutzines es van dirigir a Cartago, mentre que Antalas colpejava i envaïa Bizacena. Cartago va caure en mans de Guntaric, no obstant això, aquest fou víctima d'una conspiració i va ser assassinat per Artàban poc després, i la ciutat va retornar a l'obediència imperial.
A l'estiu del 546, Iaudes va ser definitivament derrotat pel general romà Joan Troglita, aquesta vegada no es va veure obligat a fugir, sinó que va haver d'acceptar la tutela imperial. En efecte, només reapareix en les fonts el 547/548 i 548, per a proporcionar soldats a la crida de Joan Troglita, i seguir al seu exèrcit quan va haver de lluitar contra un nou atac de les tribus de la Tripolitana. Va participar en la victoriosa batalla dels camps de Cató contra Antales i Carcasà on va aportar un contingent de 12.000 homes, segons Corip, que el va presentar com el Famulatus Iaudes, l'únic que, en les descripcions dels auxiliars berbers en el Johannis, apareix com a aliat actuant sota coacció.